# Монмет (Каліфорнія)
Монмет (англ. Monmouth) — переписна місцевість (CDP) в США, в окрузі Фресно штату Каліфорнія. Населення — 120 осіб (2020).

## Географія
Монмет розташований за координатами 36°33′56″ пн. ш. 119°44′26″ зх. д. / 36.56556° пн. ш. 119.74056° зх. д. (36.565621, -119.740475).  За даними Бюро перепису населення США в 2010 році переписна місцевість мала площу 0,80 км², уся площа — суходіл.

## Демографія
Згідно з переписом 2010 року, у переписній місцевості мешкали 152 особи в 42 домогосподарствах у складі 37 родин. Густота населення становила 191 особа/км².  Було 48 помешкань (60/км²).
Расовий склад населення:
| - 53,9 % — білих - 3,9 % — чорних або афроамериканців - 3,3 % — азіатів - 0,7 % — корінних американців - 30,9 % — осіб інших рас |

До двох чи більше рас належало 7,2 %. Частка іспаномовних становила 70,4 % від усіх жителів.
За віковим діапазоном населення розподілялося таким чином: 24,3 % — особи молодші 18 років, 57,3 % — особи у віці 18—64 років, 18,4 % — особи у віці 65 років та старші. Медіана віку мешканця становила 34,0 року. На 100 осіб жіночої статі у переписній місцевості припадало 90,0 чоловіків;  на 100 жінок у віці від 18 років та старших — 91,7 чоловіків також старших 18 років.
Середній дохід на одне домашнє господарство  становив 37 297 доларів США (медіана — 30 625), а середній дохід на одну сім'ю — 45 393 долари (медіана — 43 654). За межею бідності перебувало 4,8 % осіб, у тому числі 0,0 % дітей у віці до 18 років та 5,0 % осіб у віці 65 років та старших.
Цивільне працевлаштоване населення становило 96 осіб. Основні галузі зайнятості: сільське господарство, лісництво, риболовля — 30,2 %, освіта, охорона здоров'я та соціальна допомога — 24,0 %, оптова торгівля — 16,7 %, роздрібна торгівля — 12,5 %.